# Starling (Schiff)
HMS Starling (U66) war eine Sloop der modifizierten Black-Swan-Klasse der britischen Royal Navy und deren erfolgreichstes U-Boot-Jäger.

## Geschichte derStarling
Das Schiff wurde bei der Fairfield Shipbuilding and Engineering Company in Govan, Schottland, gebaut. Am 21. Oktober 1942 wurde es vom Stapel gelassen und am 1. April 1943 in Dienst gestellt. Sie war das neunte Schiff der Royal Navy, das nach den Sperlingsvögeln benannt wurde.
Die Bauwerft fertigte mit der Woodcock noch ein weiteres Schiff dieser Klasse.
Während der Atlantikschlacht war die Starling das Flaggschiff von Captain Frederic John Walkers Second Support Group (dt. etwa: Zweite Unterstützungsgruppe), einer aus sechs Sloops bestehenden Flottille, die nicht darauf festgelegt war, Konvois zu eskortieren und zu beschützen, sondern auch zur aktiven U-Boot-Jagd eingesetzt wurde. Die anderen Schiffe der Gruppe waren Cygnet, Kite, Wild Goose, Woodpecker und Wren. Die Starling war eines der Schiffe, die an dem in Großbritannien berühmt gewordenen “six-in-one trip” (deutsch: „sechs auf einer Fahrt“) unter dem Kommando von Walker teilnahmen, bei dem im Januar/Februar 1944 sechs deutsche U-Boote (alle vom Typ VIIC) auf einer Patrouille versenkt werden konnten: U-592 am 31. Januar, U-762 am 8. Februar, U-734 und U-238 am 9. Februar, U-424 am 11. Februar sowie U-264 am 19. Februar.
Die Sloop wurde mit den Battle Honours Biscay 1943/44, Atlantic 1943–45, Arctic 1944 und Normandy 1944 ausgezeichnet.

### DurchStarling(mit)-versenkte deutsche U-Boote
Die Starling nahm an der Versenkung folgender deutscher U-Boote teil:
- 2. Juni 1943: Versenkung von U 202 (Typ VII C) südöstlich von Kap Farvel, Grönland, durch Wasserbomben und die Bordkanone der Starling, 30 Überlebende an Bord genommen
- 24. Juni 1943: Versenkung von U 119 (Typ XB) im Golf von Biskaya durch Starling, ein Rammversuch führt zu Schäden, zehn Überlebende gerettet, Walker tauscht das Kommando und übernimmt während der Reparatur bis in den Oktober die Woodpecker
- 6. November 1943: Versenkung von U 226 (Typ VIIC) östlich von Neufundland durch Starling, Woodcock und Kite
- und noch : Versenkung von U 842 (Typ IX C/40) durch Starling und Wild Goose bei der Verteidigung des Geleitzugs HX 224
- 31. Januar 1944: Versenkung von U 592 (Typ VIIC) südwestlich von Irland durch Starling, Wild Goose und Magpie
- 9. Februar 1944: Versenkung von U 734 (Typ VIIC) südwestlich von Irland durch Starling und Wild Goose
- 9. Februar 1944: Versenkung von U 238 (Typ VIIC) südwestlich von Irland durch Starling, Kite und Magpie
- 19. Februar 1944: Versenkung von U 264 (Typ VIIC) durch Starling und Woodpecker
- 15. März 1944: Versenkung von U 653 (Typ VIIC) durch Starling, Wild Goose und eine Fairey Swordfish des Geleitträgers Vindex
- 29. März 1944: Versenkung von U 961 (Typ VIIC) östlich von Island durch Starling
- 6. Mai 1944: Versenkung von U 473 (Typ VIIC) südwestlich von Irland durch Starling, Wren und Wild Goose
- 31. Juli 1944: Versenkung von U 333 (Typ VIIC) westlich der Scilly-Inseln durch Starling und die Fregatte Loch Killin
- 6. August 1944: Versenkung von U 736 (Typ VIIC) im Golf von Biskaya, westlich von St. Nazaire durch Starling und Loch Killin
- 11. August 1944: Versenkung von U 385 (Typ VIIC) im Golf von Biskaya durch Starling und eine Short Sunderland

## Verbleib
Die Starling wurde ab Mitte Februar 1945 für einen Einsatz im Pazifik vorbereitet und umbewaffnet. Der Waffenstillstand führte zur Außerdienststellung. Ab 1946 Schulschiff der Navigationsschule HMS Dryad bis 1955. 1953 Teilnahme an der Krönungsparade der Royal Navy. Eine der letzten Reisen der Schulfregatte führte nach Norwegen und Kiel. Nach der Außerdienststellung 1956 in Liverpool erst ab Juli 1965 abgewrackt.